# Aleksandr Golubev
Aleksandr Vjatjeslavovitj Golubev (ryska: Александр Вячеславович Голубев), född den 19 maj 1972, är en rysk skridskoåkare.
Han tog OS-guld på herrarnas 500 meter i samband med de olympiska skridskotävlingarna 1994 i Lillehammer.